# Hans Rolshoven (Schiff)
Die Hans Rolshoven war ein Flugsicherungsschiff der deutschen Luftwaffe im Zweiten Weltkrieg. Sie war benannt nach dem im Ersten Weltkrieg gefallenen Marineflieger Hans Rolshoven.

## Bau und Technische Daten
Die Hans Rolshoven (Flugsicherungsschiff IV), die ursprünglich den Namen Peter Strasser erhalten sollte, lief am 20. Februar 1937 bei der Norderwerft Köser & Meyer in Hamburg mit der Baunummer 697 vom Stapel. Das Schiff war 76,2 m lang (73,1 m in der Wasserlinie) und 10,6 m breit. Es hatte maximal 3,5 m Tiefgang und verdrängte 985 t (Standard) bzw. 1168 t (maximal). Vier 12-Zylinder-4-Takt-MAN-Dieselmotoren mit zusammen 8800 PSi und zwei Schrauben ermöglichten dem Schiff eine Höchstgeschwindigkeit von 21 Knoten (leer) bzw. 18,5 Knoten (voll beladen). Die Bunkerkapazität betrug 125 Tonnen Dieselöl und ermöglichte einen Aktionsradius von 3800 Seemeilen bei einer Marschgeschwindigkeit von 16 Knoten. Das Schiff war ungepanzert und mit drei 3,7-cm- und zwei 2-cm-Flugabwehr-Geschützen bewaffnet; im Januar 1940 wurden zusätzlich drei 20-mm-MG eingebaut. Das Schiff war mit einem auf Schienen fahrbaren Kampnagel-Portaldrehkran mit 10 t Hebekraft und einem Stell- und Arbeitsdeck achtern ausgestattet und konnte bis zu drei Wasserflugzeuge der Typen He 60, Do 18, He 114 oder Ar 196 aufnehmen. Die Besatzung bestand aus 63 Mann.

## Schicksal
Das Schiff wurde am 9. Februar 1938 in Dienst gestellt und dem Seenotbezirk Bug auf Rügen zugeordnet. Die Hans Rolshoven diente in der Vorkriegszeit unter anderem auch als Begleitschiff bei Auslandsbesuchen von Wasserflugzeugen der Luftwaffe. So war sie vom 4. bis zum 20. Mai 1938 bei der Internationalen Luftfahrtausstellung in Helsinki, als erstmals eine Ar 95 öffentlich gezeigt wurde.
Nach dem Kriegsausbruch diente sie zunächst weiterhin in der Ostsee, dann ab Ende September 1939 in der Deutschen Bucht. Nach der Besetzung Norwegens wurde das Schiff im April 1940 nach Bergen zum Seenotbezirk II (SNB II) verlegt. Im August 1941 wechselte es zum Seenotdienstführer 5 (SNDF 5) in Trondheim. 1942 diente es wieder in der Ostsee. Dort kollidierte das Schiff am 14. Juni 1942 vor Sassnitz mit dem schwedischen Eisenbahnfährschiff Konung Gustav V.
Am 2. Oktober 1942 lief die Hans Rolshoven bei Bornholm auf eine Mine und sank. Das Wrack wurde am 26. Juli 1943 gehoben und nach Sassnitz geschleppt. Zu der geplanten Überführung nach Hamburg, wo das Schiff bei der Norderwerft wieder einsatzbereit gemacht werden sollte, kam es nicht mehr. Bei einem britischen Luftangriff auf Sassnitz am 6. März 1945 wurde das Schiff durch Bombentreffer versenkt. Das Wrack wurde 1949 gehoben und 1950/51 verschrottet.